# Impôt sur le revenu au Royaume-Uni
L’Impôt sur le revenu ou IR est un impôt direct progressif qui s’applique aux personnes physiques. Le Royaume-Uni pratique le prélèvement à la source.

## Historique
Selon Thomas Piketty, l'« invention de la progressivité fiscale moderne de grande ampleur » a notamment été le fait du Royaume-Uni, « qui ne connut pas les mêmes destructions patrimoniales que la France et l’Allemagne entre 1914 et 1945, mais qui entreprit, dans un cadre politique plus apaisé, de tourner le dos à son lourd passé inégalitaire aristocratique et propriétariste, en particulier au moyen de l’impôt progressif sur les revenus et les successions ».
Le taux marginal supérieur est en moyenne de 30 % de 1900 à 1932 ; de 89 % entre 1932 et 1980 ; et de 46 % entre 1980 et 2018.
En 2021, le ministre britannique des Finances, Rishi Sunak annonce vouloir augmenter l'impôt sur le revenu toutefois sans revenir sur sa promesse de ne pas en relever le taux. Il décide ainsi de geler de 2022 à 2026 les seuils de revenus à partir desquels cet impôt est dû (12 500 livres pour le taux de base à 20 %, et 50 000 livres pour la tranche supérieure, taxée à 40 %). Cette augmentation devrait rapporter 6 milliards de livres par an (5 milliards pour la première tranche et 1 milliard pour la deuxième). Par le jeu de la progression des salaires, la mesure devrait mécaniquement faire supporter l'impôt à 800 000 Britanniques qui n'avaient pas à l'acquitter, et à faire passer 800 000 autres de la première à la deuxième tranche. 

## Présentation
Pour la plupart des salariés, les impôts sont prélevés via le PAYE (Pay As You Earn). Ceux-ci n'ont ainsi pas besoin de remplir une déclaration de revenus. Cependant, il existe des cas pour lesquels, il est obligatoire de faire une déclaration de revenu :
En 2019: 
- Si le salaire est supérieur à £100 000
- Si l'employé génère des revenus en dehors de son emploi principal
- Si la personne est auto-employé (self-employed), directeur, trustee ou si elle a des revenus étrangers.

L’année fiscale court du 6 avril et se termine le 5 avril. Le 31 janvier est la date limite d'envoi de la déclaration de l'impôt sur le revenu

## Taux de prélèvement
Au Royaume-Uni, l’impôt est payé en fonction des revenus. En 2019, il va de 0 à 45 %. Les revenus inférieurs à £12 500 sont exonérés. Le barème d’imposition est le suivant :
| Le revenu imposable (£) | Taux d'imposition |
| ----------------------- | ----------------- |
| 0 à 12 500              | 0 %               |
| 12 501 à 50 000         | 20 %              |
| 50 001 à 150 000        | 40 %              |
| Supérieurs à 150 001    | 45 %              |